# Öratjärnarna (Storsjö socken, Härjedalen)
Öratjärnarna är en sjö i Bergs kommun i Härjedalen och ingår i Ljusnans huvudavrinningsområde. Sjön har en area på 0,223 kvadratkilometer och ligger 974,2 meter över havet.

## Delavrinningsområde
Öratjärnarna H.972 ingår i det delavrinningsområde (696914-132791) som SMHI kallar för Mynnar i Mittån. Medelhöjden är 976 meter över havet och ytan är 3,16 kvadratkilometer. Det finns ett avrinningsområde uppströms, och räknas det in blir den ackumulerade arean 12,81 kvadratkilometer. Vattendraget som avvattnar avrinningsområdet har biflödesordning 3, vilket innebär att vattnet flödar genom totalt 3 vattendrag innan det når havet efter 412 kilometer. Avrinningsområdet består mestadels av kalfjäll (90 procent). Avrinningsområdet har 0,22 kvadratkilometer vattenytor vilket ger det en sjöprocent på 7 procent.